# Epiphragma (Epiphragma) gloriolum
Epiphragma (Epiphragma) gloriolum is een tweevleugelige uit de familie steltmuggen (Limoniidae). De soort komt voor in het Australaziatisch gebied.